# Episodi di Bakugan Battle Planet
Questa è la lista degli episodi dell'anime Bakugan Battle Planet.
L'anime viene trasmesso dal 1º aprile 2019 su TV Tokyo in Giappone, dal 23 dicembre 2018 su Cartoon Network in Nord America e dal 31 dicembre 2018 su Teletoon in Canada.
In Italia la serie viene trasmessa su Cartoon Network dall'11 maggio 2019, mentre in chiaro è andata in onda su Boing dall'8 luglio dello stesso anno. A partire dall'episodio 27 va in onda in prima visione assoluta su K2. Infine è stata pubblicata interamente su Netflix il 7 ottobre 2020.
Nell'edizione italiana, a video è stato mantenuto il titolo originale, mentre una voce recita il titolo italiano.

## Lista episodi

### Serie

#### Bakugan Battle Planet
| Nº | Titolo italiano Giapponese 「Kanji」 - Rōmaji | In onda           | In onda           |
| Nº | Titolo italiano Giapponese 「Kanji」 - Rōmaji | Giapponese        | Italiano          |
| 1  | Le origini (parte prima) 「爆丸ブロー！！」 - Bakugan Burō!!Le origini (parte seconda) 「爆丸バトル！！」 - Bakugan Batoru!!                                                                        | 1º aprile 2019    | 11 maggio 2019    |
| 2  | Hamburger in pericolo 「バーガーパニック！」 - Bāgā Panikku!Copiando s'impara 「ラウディーレッズ」 - Raudī Rezzu                                                                                    | 8 aprile 2019     | 12 maggio 2019    |
| 3  | Scontro tra bulli 「シンディウス」 - ShindiusuPochi scherzi 「パートナー」 - Pātonā | 15 aprile 2019    | 18 maggio 2019    |
| 4  | Piccoli eroi 「爆丸禁止令！」 - Bakugan kinshi-rei!Pegatrix 「ぺガトリクス」 - Pegatorikusu | 22 aprile 2019    | 19 maggio 2019    |
| 5  | Amici nemici 「新しいメンバー」 - Atarashī MenbāSulle tracce di Strata 「爆丸を狩る男！」 - Bakugan o karu otoko!                                                                                   | 29 aprile 2019    | 25 maggio 2019    |
| 6  | Inseparabili 「おしゃべりアーチュリーン」 - Oshaberi ĀchurīnNel mirino 「スター誕生！」 - Sutā tanjō!                                                                                               | 6 maggio 2019     | 26 maggio 2019    |
| 7  | La grande sfida 「エグジット」 - EgujittoSfida per la libertà 「とりもどせ！僕たちの場所」 - Torimodose! Bokutachi no basho                                                                         | 13 maggio 2019    | 1º giugno 2019    |
| 8  | Festa a sorpresa 「ルピセオン」 - RupiseonDan l'impostore 「どうしたんだダン！？」 - Dō shita nda Dan!?                                                                                             | 20 maggio 2019    | 2 giugno 2019     |
| 9  | Tutori Bakugan 「ドロームの光」 - Dorōmu no hikariStrani fenomeni 「爆丸家庭教師」 - Bakugan kateikyōshi                                                                                            | 27 maggio 2019    | 9 giugno 2019     |
| 10 | La maschera del potere 「マグナス」 - MagunasuMessaggio cifrato 「謎のＳＯＳ」 - Nazo no Esuōesu | 3 giugno 2019     | 15 giugno 2019    |
| 11 | Benvenuto a casa 「カザミからの使者」 - Kazami kara no shishaLeader 「サムライ・シャルゴ」 - Samurai Sharugo                                                                                        | 10 giugno 2019    | 16 giugno 2019    |
| 12 | Amici e papà 「真夜中の秘密」 - Mayonaka no himitsuIncubo di mezza estate 「シュンは渡さない！」 - Shun wa watasanai!                                                                               | 17 giugno 2019    | 22 giugno 2019    |
| 13 | L'alba dei Dusk (prima parte) 「不敵な挑戦者」 - Futekina chōsen-shaL'alba dei Dusk (seconda parte) 「巨大な陰謀」 - Kyodaina inbō                                                                  | 24 giugno 2019    | 23 giugno 2019    |
| 14 | Il mistero del labirinto 「メイズへ」 - MeizueLabirinto nel caos 「謎の生命体」 - Nazo no seimeitai                                                                                                 | 8 luglio 2019     | 28 settembre 2019 |
| 15 | Sogno o realtà? 「ちびっ子ジャングル」 - Chibi-kko janguruUguali, ma diversi 「オーサム・ワン対オーサム・ワン」 - Ōsamu Wan tai Ōsamu Wan                                                           | 15 luglio 2019    | 29 settembre 2019 |
| 16 | Questioni mentali 「邪悪な敵」 - Jaakuna tekiL'energia della tessera 「ハイパードラゴ」 - Haipā Dorago                                                                                              | 22 luglio 2019    | 5 ottobre 2019    |
| 17 | Ritorno dal labirinto 「メイズからの脱出」 - Meizu kara no dasshutsuUn Bakugan inaspettato 「なまいきカブー」 - Namaiki kabū                                                                        | 29 luglio 2019    | 6 ottobre 2019    |
| 18 | Incontro 「カザミからの刺客」 - Kazami kara no shikakuQuale erede? 「ハイパーハイドロス」 - Haipā Haidorosu                                                                                         | 5 agosto 2019     | 12 ottobre 2019   |
| 19 | Febbre da video 「パパのメモリー」 - Papa no memorīColpo di scena! 「デュラン、再び」 - Deran, futatabi                                                                                             | 12 agosto 2019    | 13 ottobre 2019   |
| 20 | Un'invenzione pericolosa 「コアセルを探せ！」 - Koaseru o sagase!L'inganno del colonnello Tripp 「操られたウィントン」 - Ayatsura reta Wynton                                                       | 19 agosto 2019    | 19 ottobre 2019   |
| 21 | Una truffa che scotta 「英雄の秘密」 - Eiyū no himitsuSuper Lampo 「ライトニングの冒険」 - Raitoningu no bōken                                                                                      | 26 agosto 2019    | 20 ottobre 2019   |
| 22 | Tutti a terra 「オーサム・ワンＶＳ爆ローズ」 - Ōsamu Wan VS Baku RōzuSfida epica 「逆襲のダン」 - Gyakushū no Dan                                                                                   | 2 settembre 2019  | 2 novembre 2019   |
| 23 | Doppio gioco 「危険なお誘い！？」 - Kiken'na osasoi!?Primo giorno di lavoro 「潜入開始！！」 - Sen'nyū kaishi!!                                                                                     | 9 settembre 2019  | 3 novembre 2019   |
| 24 | Una tessera da proteggere 「コアセルを守れ！」 - Koaseru o mamore!Il mistero della tessera Core 「アーニマスの謎」 - Ānimasu no nazo                                                                | 16 settembre 2019 | 9 novembre 2019   |
| 25 | Fuori controllo 「爆丸暴走！」 - Bakugan bōsō!Fuori gioco 「いつわりのユートピア」 - Itsuwari no yūtopia                                                                                            | 23 settembre 2019 | 10 novembre 2019  |
| 26 | Scontro diretto (prima parte) 「オーサム・ワンＶＳアーニマス 前編」 - Ōsamu Wan VS Ānimasu zenpenScontro diretto (seconda parte) 「オーサム・ワンＶＳアーニマス 後編」 - Ōsamu Wan VS Ānimasu kōhen | 30 settembre 2019 | 16 novembre 2019  |
| 27 | L'isola proibita 「新たなる冒険」 - Aratanaru bōkenOrdini del nuovo mondo 「キノを取り戻せ！」 - Kino o torimodose!                                                                                 | 14 ottobre 2019   | 21 settembre 2020 |
| 28 | Nella natura selvaggia 「いきなりサバイバル！」 - Ikinari sabaibaru!Chiamatemi Brakken 「少年国王・ブラッケン」 - Shōnen kokuō burakken                                                             | 21 ottobre 2019   | 22 settembre 2020 |
| 29 | Alla ricerca della matrice occulta 「変装大作戦！」 - Hensō dai sakusen!O tacete per sempre 「リアが結婚！？」 - Ria ga kekkon!?                                                                    | 28 ottobre 2019   | 23 settembre 2020 |
| 30 | Due facce della stessa medaglia 「復活のマグナス」 - Fukkatsu no MagunasuCorsa all'oro 「ゴールド爆丸・ピラビオン！」 - Gōrudo Bakugan Pirabion!                                                    | 4 novembre 2019   | 24 settembre 2020 |
| 31 | Chi cerca trova 「カザミの島」 - Kazami no shimaPrima la famiglia 「執念の男」 - Shūnen no otoko | 11 novembre 2019  | 28 settembre 2020 |
| 32 | Si chiude una porta, si apre un portone 「マサトの記憶」 - Masato no kiokuLa mossa dei Kazami 「暴走する力」 - Bōsō suru chikara                                                                    | 18 novembre 2019  | 29 settembre 2020 |
| 33 | Pericolo in agguato 「謎のメッセージ」 - Nazo no MessējiVisioni 「チコ、再び！！」 - Chiko, futatabi!!                                                                                              | 25 novembre 2019  | 30 settembre 2020 |
| 34 | Il portale aureo 「おかしなストラタ」 - Okashina SutorataViaggio nel labirinto 「残された手がかり」 - Nokosa reta tegakari                                                                          | 2 dicembre 2019   | 1º ottobre 2020   |
| 35 | Magnus all'attacco 「新たなるゴールド爆丸」 - Aratanaru Gōrudo BakuganMinaccia virale 「誇りの仮面」 - Hokori no kamen                                                                              | 9 dicembre 2019   | 5 ottobre 2020    |
| 36 | La maschera dell'orgoglio 「アルティマニリアス」 - ArutimaniriasuIl burattinaio 「操り人形」 - Ayatsuri ningyō                                                                                      | 16 dicembre 2019  | 6 ottobre 2020    |
| 37 | Vestroia, prima parte 「コアセル攻防戦！！」 - Koaseru kōbō-sen!!Vestroia, seconda parte 「アルティマドラゴノイド」 - Arutima Doragonoido                                                           | 23 dicembre 2019  | 7 ottobre 2020    |
| 38 | Eccessi 「黒い影」 - Kuroi kageChi sei? 「お菓子なベントン」 - Okashina Benton | 6 gennaio 2020    | 7 ottobre 2020    |
| 39 | Ritorno in Brakistan 「アゲアゲ！ブラキスタン！」 - Ageage! Burakisutan!In un modo o nell'altro 「逆転不可能裁判！！」 - Gyakuten fukanō saiban!!                                                   | 13 gennaio 2020   | 7 ottobre 2020    |
| 40 | Un nemico inaspettato 「海上大決戦！！」 - Kaijō daisakusen!!Un'amara scoperta 「ピラビオンの真意」 - Pirabion no shin'i                                                                            | 20 gennaio 2020   | 7 ottobre 2020    |
| 41 | Il marchio di Tiko 「正体をあばけ！」 - Shōtai o abake!Il loro esercito 「チコベントン」 - Chiko Benton                                                                                             | 27 gennaio 2020   | 7 ottobre 2020    |
| 42 | Appello ai genitori 「爆丸回収運動！？」 - Bakugan kaishū undō!?Siamo tutti una famiglia 「取り戻せ！元気と爆丸！」 - Torimodose! Genki to Bakugan!                                                 | 3 febbraio 2020   | 7 ottobre 2020    |
| 43 | Regine di cuori 「私がプリンセス！」 - Watashi ga purinsesu!Ritorno all'ovile 「カザミの城」 - Kazami no shiro                                                                                      | 10 febbraio 2020  | 7 ottobre 2020    |
| 44 | Disputa in famiglia 「帰ってきたマサト」 - Kaettekita MasatoIl più grande dei Kazami 「要塞陥落！」 - Yōsai kanraku!                                                                                | 17 febbraio 2020  | 7 ottobre 2020    |
| 45 | Abbiamo toccato il fondo 「ゴールド爆丸・ゴーレーン」 - Gōrudo Bakugan gōrēnTrhyno è vivo! 「タリノ救出作戦！」 - Tarino kyūshutsu sakusen!                                                         | 24 febbraio 2020  | 7 ottobre 2020    |
| 46 | Serve una cura 「たった一つの方法」 - Tatta hitotsu no hōhōLotta contro il tempo 「タリノの中へ」 - Tarino no naka e                                                                                | 2 marzo 2020      | 7 ottobre 2020    |
| 47 | La fucina aurea 「帰らない2人」 - Kaeranai 2-riIbernazione profonda 「チコの真実」 - Chiko no shinjitsu                                                                                             | 9 marzo 2020      | 7 ottobre 2020    |
| 48 | L'inizio della fine 「カザミを継ぐもの」 - Kazami o tsugu monoSalvate la Terra 「エグジット、再び！」 - Egujitto, futatabi!                                                                         | 16 marzo 2020     | 7 ottobre 2020    |
| 49 | Bakuzon in arrivo, parte 1 「最後の戦い」 - Saigo no tatakaiBakuzon in arrivo, parte 2 「ドラゴノイドマキシマス」 - Doragonoido Makishimasu                                                         | 23 marzo 2020     | 7 ottobre 2020    |
| 50 | Il pianeta in azione 「光」 - HikariL'unione fa la forza 「絆」 - Kizuna | 30 marzo 2020     | 7 ottobre 2020    |

#### Bakugan: Armored Alliance
| Nº  | Giapponese 「Kanji」 - Rōmaji | In onda           | In onda  |
| Nº  | Giapponese 「Kanji」 - Rōmaji | Giapponese        | Italiano |
| 51  | 「謎の少年」 - Nazo no shōnen「ゴールド爆丸ファロル」 - Gōrudo Bakugan Faroru                                                           | 3 aprile 2020     | -        |
| 52  | 「爆ギア」 - Baku-Gia「爆丸ロック」 - Bakugan Rokku                                                                                     | 10 aprile 2020    | -        |
| 53  | 「グランツファイブ」 - Gurantsu Faibu「ライトニング、学校へ行く」 - Raitoningu, gakkōheiku                                              | 17 aprile 2020    | -        |
| 54  | 「トラブルバスター！」 - Toraburu Basutā!「オーサム・ワン解散！？」 - Ōsamu Wan kaisan!?                                                | 24 aprile 2020    | -        |
| 55  | 「怪盗ストーム参上！」 - Kaitō sutōmu sanjō!「怪盗アジットの挑戦！」 - Kaitō ajitto no chōsen!                                          | 1º maggio 2020    | -        |
| 56  | 「リオットの女王様レッスン！」 - Riotto no joō-sama ressun!「オーサム・ワン映画デビュー！」 - Ōsamu Wan eiga debyū!                     | 8 maggio 2020     | -        |
| 57  | 「私のウェバムちゃん！」 - Watashi no Uebamu-chan!「闇のニリアス」 - Yami no Niriasu                                                    | 14 maggio 2020    | -        |
| 58  | 「ベントンの計画」 - Benton no keikaku「古代爆丸のジレーター」 - Kodai Bakugan no Jirētā                                                | 22 maggio 2020    | -        |
| 59  | 「僕が爆丸で爆丸が僕で」 - Boku ga Bakugan de Bakugan ga boku de「ブラジルから来た少年」 - Burajiru kara kita shōnen                    | 29 maggio 2020    | -        |
| 60  | 「ゴーストブローラーズ」 - Gōsuto Burōrāzu「密着！ライトニング」 - Mitchaku! Raitoningu                                                 | 5 giugno 2020     | -        |
| 61  | 「マグナスの事件簿・前編」 - Magunasu no jiken-bo zenpen「マグナスの事件簿・後編」 - Magunasu no jiken-bo kōhen                         | 12 giugno 2020    | -        |
| 62  | 「オーサム・ワンの爆丸合宿」 - Ōsamu Wan no Bakugan gasshuku「アジットの秘密」 - Ajitto no himitsu                                      | 19 giugno 2020    | -        |
| 63  | 「開幕！爆ゲーム！！」 - Kaimaku! Gēmu!!「復讐のリオット」 - Fukushū no Riotto                                                          | 26 giugno 2020    | -        |
| 64  | 「話 爆丸カンフー」 - Hanashi Bakugan kanfū「人気者はどっちだ！？」 - Ninki-sha wa dotchida!?                                           | 3 luglio 2020     | -        |
| 65  | 「謎のリベンジャー」 - Nazo no Ribenjā「ウィントンVSリア」 - Uinton VS Ria                                                              | 10 luglio 2020    | -        |
| 66  | 「親友同士の戦い」 - Shinyū dōshi no tatakai「怪盗とブローラー」 - Kaitō to Burōrā                                                      | 17 luglio 2020    | -        |
| 67  | 「決勝！ダンVSアジット」 - Kesshō! Dan VS Ajitto「暴かれた秘密」 - Abaka reta himitsu                                                   | 24 luglio 2020    | -        |
| 68  | 「宇宙一のおたずね者ハーヴィック」 - Uchū ichi no otazunemono Hāvuikku「クロス爆丸」 - Kurosu Bakugan                                   | 31 luglio 2020    | -        |
| 69  | 「リア、監督デビュー！？」 - Ria, kantoku debyū!?「クィーン・エボニー」 - Kuīn Ebonī                                                    | 7 agosto 2020     | -        |
| 70  | 「爆丸を守る女・ソフィー」 - Bakugan o mamoru on'na Sofī「列車での死闘」 - Ressha de no shitō                                           | 14 agosto 2020    | -        |
| 71  | 「闇商人・マキュー」 - Yami shōnen makyū「帰ってきたハンター」 - Kaettekita Hantā                                                       | 21 agosto 2020    | -        |
| 72  | 「さよなら怪盗・前編」 - Sayonara kaitō zenpen「さよなら怪盗・後編」 - Sayonara kaitō kōhen                                             | 28 agosto 2020    | -        |
| 73  | 「ハーヴィックの挑戦状・前編」 - Hāvuikku no chōsen-jō zenpen「ハーヴィックの挑戦状・後編」 - Hāvuikku no chōsen-jō kōhen               | 4 settembre 2020  | -        |
| 74  | 「おかしなオーサム・ワン」 - Okashina Osamuwan「狙われたカザミ」 - Nerawareta Kazami                                                    | 11 settembre 2020 | -        |
| 75  | 「ウィントンは宇宙人！」 - Wynton wa Uchūbito!「爆丸サッカー」 - Bakugan Sakkā                                                          | 18 settembre 2020 | -        |
| 76  | 「シュンのお願い」 - Shun no onegai「嵐の予感」 - Arashi no yokan                                                                       | 25 settembre 2020 | -        |
| 77  | 「オーサム・ワン、日本へ行く」 - Ōsamu wan, Nihon e iku「TOKYO珍道中！」 - Tōkyō chin dōchū!                                            | 2 ottobre 2020    | -        |
| 78  | 「開幕！爆ゲーム・TOKYOラウンド」 - Kaimaku! Gēmu Tōkyō Raundo「バトルロイヤル」 - Batoru Roiyaru                                       | 9 ottobre 2020    | -        |
| 79  | 「サバイバルレース！」 - Sabaiba Rurēsu!「メカノイド」 - Mekanoido                                                                      | 16 ottobre 2020   | -        |
| 80  | 「潜入！謎の船」 - Sennyū! Nazo no fune「恐るべき計画」 - Osorubeki keikaku                                                             | 23 ottobre 2020   | -        |
| 81  | 「波乱のセカンドステージ！！」 - Haran no sekando Sutēji!!「衝撃のファイナルステージ！！」 - Shōgeki no Fainaru Sutēji!!                | 30 ottobre 2020   | -        |
| 82  | 「東京壊滅！？」 - Tōkyō kaimetsu!?「爆ゲーム・フィナーレ！」 - Baku Gēmu Fināre!                                                       | 6 novembre 2020   | -        |
| 83  | 「宇宙チャンピオン・ダン！」 - Uchū Chanpion Dan!「赤ちゃんは爆丸がお好き！」 - Akachan wa Bakugan ga o suki!                           | 13 novembre 2020  | -        |
| 84  | 「友情タッグ」 - Yūjō Taggu「アジット密着24時！」 - Ajitto mitchaku 24-ji!                                                              | 20 novembre 2020  | -        |
| 85  | 「狙われたゴールド爆丸」 - Nerawareta Gōrudo Bakugan「ウィントンはおじいちゃん」 - Winton wa ojīchan                                    | 27 novembre 2020  | -        |
| 86  | 「黄金の記憶」 - Kogane no kioku「迫りくるストーム」 - Semari Kuru Sutōmu                                                               | 4 dicembre 2020   | -        |
| 87  | 「タリノとの再会」 - Tarino to no saikai「黄金の戦士たち」 - Kogane no senshi-tachi                                                     | 11 dicembre 2020  | -        |
| 88  | 「悪夢の始まり」 - Akumu no hajimari「悪ダン」 - Aku Dan                                                                                | 18 dicembre 2020  | -        |
| 89  | 「ダンを止めろ」 - Dan o yamero「黄金のドラゴ」 - Kogane no Dorago                                                                      | 25 dicembre 2020  | -        |
| 90  | 「怪しいのは誰だ！？」 - Ayashī no wa dareda?「逃げ出した爆丸」 - Nigedashita Bakugan                                                   | 1º gennaio 2021   | -        |
| 91  | 「爆丸大サーカス！！」 - Bakugan dai Sākasu!!「エボニーの館」 - Ebonī no yakata                                                         | 8 gennaio 2021    | -        |
| 92  | 「バトルアイランドの死闘！」 - Batoru Airando no shitō!「強襲！マキュー軍団」 - Kyōshū! Makyū gundan                                    | 15 gennaio 2021   | -        |
| 93  | 「爆丸フードバトル」 - Bakugan Fūdo Batoru「囚われたアジットとストーム」 - Torawareta Ajitto to Sutōmu                                  | 22 gennaio 2021   | -        |
| 94  | 「爆丸チャンネル争い！」 - Bakugan chan'neru arasoi!「脅威！5属性爆丸・セーブラ！」 - Kyōi! 5 zokusei Bakugan Sēbura!                   | 29 gennaio 2021   | -        |
| 95  | 「古代爆丸の秘密」 - Kodai Bakugan no himitsu「戦士の鎧・インフィニティ！」 - Senshi no yoroi Infiniti!                                 | 5 febbraio 2021   | -        |
| 96  | 「罠にかかったマグナス」 - Wana ni kakatta Magunasu「悩めるエミリー」 - Nayameru Emirī                                                  | 12 febbraio 2021  | -        |
| 97  | 「偽オーサム・ワン、再び！」 - Nise Ōsamu Wan, futatabi!「ハーヴィックを追え！」 - Hāvikku o oe!                                        | 19 febbraio 2021  | -        |
| 98  | 「チコ、復活！？」 - Chiko, fukkatsu!?「究極のインフィニティ！！」 - Kyūkyoku no Infiniti!!                                             | 26 febbraio 2021  | -        |
| 99  | 「僕たちの爆ゲーム！！（前編）」 - Bokutachi no baku Gēmu!! (Zenpen)「僕たちの爆ゲーム！！（後編）」 - Bokutachi no baku Gēmu!! (Kōhen) | 5 marzo 2021      | -        |
| 100 | 「ハーヴィックの爆ゲーム」 - Hāvuikku no Baku Gēmu「突入！ハーヴィックタワー」 - Totsunyū! Hāvuikku Tawā                                | 12 marzo 2021     | -        |
| 101 | 「それぞれの決戦！（前編）」 - Sorezore no kessen! (Zenpen)「それぞれの決戦！（後編）」 - Sorezore no kessen! (Kōhen)                   | 19 marzo 2021     | -        |
| 102 | 「終わりの時」 - Owari no toki「奇跡の星」 - Kiseki no hoshi                                                                            | 26 marzo 2021     | -        |

#### Bakugan: Geogan Rising
Questa lista è suscettibile di variazioni e potrebbe essere incompleta o non aggiornata.

| Nº | Giapponese 「Kanji」 - Rōmaji                                                                                  | In onda           | In onda  |
| Nº | Giapponese 「Kanji」 - Rōmaji                                                                                  | Giapponese        | Italiano |
| 1  | 「ドラゴ復活！」 - Dorago fukkatsu!「ガラクタ島の爆丸」 - Garakuta shima no Bakugan                            | 2 aprile 2021     | -        |
| 2  | 「リアとフェネカ」 - Ria to Feneka「ライトニングとフェラスカル」 - Raitoningu to Ferasukaru                    | 16 aprile 2021    | -        |
| 3  | 「ピンチタウラーの秘密」 - Pinchi Taurā no himitsu「俺の名はシャークター」 - Ore no na wa Shākutā              | 30 aprile 2021    | -        |
| 4  | 「転入生・ハケット」 - Ten'nyūsei Haketto「マグナス再び」 - Magunasu futatabi                                  | 14 maggio 2021    | -        |
| 5  | 「ヒーリング・コアセル」 - Hīringu koaseru「伝説の存在」 - Densetsu no sonzai                                  | 28 maggio 2021    | -        |
| 6  | 「ジオガン」 - Jiogan「アーキレオン」 - Ākireon                                                                | 11 giugno 2021    | -        |
| 7  | 「謎の爆丸を追え」 - Nazo no Bakugan o oe「狙われたドラゴ」 - Nerawa reta Dorago                               | 25 giugno 2021    | -        |
| 8  | 「新しきニリアス」 - Atarashiki Niriasu「ゲートカード」 - Gēto Kādo                                            | 9 luglio 2021     | -        |
| 9  | 「最高評議会の思惑」 - Saikō hyōgi-kai no omowaku「ドラゴの挑戦」 - Dorago no chōsen                           | 23 luglio 2021    | -        |
| 10 | 「下される決断」 - Kudasa reru ketsudan「三つ子を探せ」 - Mitsugo o sagase                                     | 6 agosto 2021     | -        |
| 11 | 「わくわく爆丸ショー」 - Wakuwaku Bakugan Shō「歌姫クリスタル・ブルー」 - Utahime Kurisutaru Burū              | 20 agosto 2021    | -        |
| 12 | 「マグナスの旅」 - Magunasu no tabi「ビーチでの爆丸バトル」 - Bīchi de no Bakugan Batoru                       | 3 settembre 2021  | -        |
| 13 | 「マッドマスク団」 - Maddo Masuku-dan「マッドマスクのボス」 - Maddo Masuku no Bosu                             | 17 settembre 2021 | -        |
| 14 | 「ゴミ山のプリンセス」 - Gomi yama no Purinsesu「謎のUMA・ラママン」 - Nazo no yūma Ramaman                    | 1º ottobre 2021   | -        |
| 15 | 「噂の看板猫」 - Uwasa no kanban neko「オーサム・ワンの大冒険」 - Ōsamu Wan no dai bōken                       | 15 ottobre 2021   | -        |
| 16 | 「思い出の味」 - Omoide no aji「バーチャルバトル」 - Bācharu Batoru                                            | 29 ottobre 2021   | -        |
| 17 | 「火山島SOS」 - Kazanjima Esuōesu「パニック・イン・ピンポイントパーク」 - Panikku in Pin Pointo Pāku           | 12 novembre 2021  | -        |
| 18 | 「アンダーグラウンド・パニック」 - Andāguraundo Panikku「ウィーアー、エグジット！」 - U Īā, Egujitto!          | 26 novembre 2021  | -        |
| 19 | 「バトルジャッジメント開幕」 - Batoru Jajjimento kaimaku「アルティメット・ヴァイロック」 - Arutimetto Vairokku | 10 dicembre 2021  | -        |
| 20 | 「水の都アクイラ」 - Mizu no miyako Akuira「激流を超えて」 - Gekiryū o koete                                   | 24 dicembre 2021  | -        |
| 21 | 「ウィントンの秘策」 - Uinton no hisaku「ベンターナの試練」 - Bentāna no shiren                                | 7 gennaio 2022    | -        |
| 22 | 「人と爆丸」 - Hito to Bakugan「ハオラーのアーティファクトを追え」 - Haorā no Ātifakuto o Oe                   | 21 gennaio 2022   | -        |
| 23 | 「マグナスの願い」 - Magunasu no negai「ダーカビアの試練」 - Dākabia no shiren                                 | 4 febbraio 2022   | -        |
| 24 | 「炎の絆」 - Honō no kizuna「闇を越えて行け」 - Yami o koete ike                                               | 18 febbraio 2022  | -        |
| 25 | 「ダンVSマグナス」 - Dan VS Magunasu「究極の果て」 - Kyūkyoku no hate                                          | 4 marzo 2022      | -        |
| 26 | 「ジオフォージドラゴノイド」 - Jiofōji Doragonoido「未来を繋ぐもの」 - Mirai o tsunagu mono                    | 18 marzo 2022     | -        |

#### Bakugan: Evolutions
Questa lista è suscettibile di variazioni e potrebbe essere incompleta o non aggiornata.

| Nº | Giapponese 「Kanji」 - Rōmaji                                                                                     | In onda           | In onda  |
| Nº | Giapponese 「Kanji」 - Rōmaji                                                                                     | Giapponese        | Italiano |
| 1  | 「エレメントブロー開放！」 - Eremento Burō kaihō!                                                                 | 29 aprile 2022    | -        |
| 2  | 「爆丸アカデミー」 - Bakugan Akademī「ルームメイト」 - Rūmumeito                                                  | 1º aprile 2022    | -        |
| 3  | 「生意気なルームメイト」 - Namaikina Rūmumeito「自由の為に」 - Jiyū no tame ni                                    | 15 aprile 2022    | -        |
| 4  | 「それぞれの個性」 - Sorezore no kosei「新しいスタジオD」 - Atarashī Sutajio D                                    | 29 aprile 2022    | -        |
| 5  | 「マグナス先生」 - Magunasu sensei「アテナの想い」 - Atena no omoi                                                | 13 maggio 2022    | -        |
| 6  | 「スターはつらいよ」 - Sutā wa tsurai「ゲートクラッシャーズ」 - Gēto Kurasshāzu                                   | 27 maggio 2022    | -        |
| 7  | 「お願い！アテナ先生」 - Onegai! Atena sensei「実地訓練」 - itchi kunren                                          | 10 giugno 2022    | -        |
| 8  | 「ファルクロンとの再会」 - Farukuron to no saikai「ライバル校にご用心」 - Raibaru-kō ni goyōshin                  | 24 giugno 2022    | -        |
| 9  | 「本当のヒーロー」 - Hontō no Hīrō「マグナスの授業」 - Magunasu no jugyō                                          | 8 luglio 2022     | -        |
| 10 | 「姿なき襲撃者」 - Sugata naki shūgekisha「怪しいハケット」 - Ayashī Haketto                                      | 22 luglio 2022    | -        |
| 11 | 「バクガニスト、再び」 - Bakuganisuto, futatabi「トゥロックスの超進化」 - Turokkusu no chō shinka                 | 5 agosto 2022     | -        |
| 12 | 「ナノギアの力」 - Nanogia no chikara「真犯人を追え」 - Shinhannin o oe                                           | 19 agosto 2022    | -        |
| 13 | 「ファウストの秘密」 - Fausuto no himitsu「仲間と共に」 - Nakama to tomoni                                        | 2 settembre 2022  | -        |
| 14 | 「ファウストとラース」 - Fausuto to Rāsu「消えない約束」 - Kienai yakusoku                                        | 16 settembre 2022 | -        |
| 15 | 「新しい学園長」 - Atarashī Gakuen-chō「イタズラ大戦争」 - Itazura Dai Sensō                                      | 30 settembre 2022 | -        |
| 16 | 「ピザ屋を救え」 - Piza-Ya O Sukue「Mr.ジャッジはご勘弁」 - Misutā Jajji Pādon                                    | 14 ottobre 2022   | -        |
| 17 | 「ゲートクラッシャーズの狙い」 - Gētokurasshāzu no Nerai「カブーが学校にやってきた」 - Kabū ga Gakkō ni Yattekita | 28 ottobre 2022   | -        |
| 18 | 「強いぞ！マスター・デザスター」 - Tsuyoi Zo! Masutā Dezasutā「幻の超古代爆丸」 - Maboroshi no Chō Kodai Bakugan  | 11 novembre 2022  | -        |
| 19 | 「真の学園長は誰だ」 - Gakuen-Chō wa Dareda「激撮エレメンタル」 - Geki to Erementaru                              | 25 novembre 2022  | -        |
| 20 | 「ベントン奪還作戦」 - Benton Dakkan Sakusen「マダムの危険なコレクション」 - Madamu no Kiken na Korekushon        | 9 dicembre 2022   | -        |
| 21 | 「爆丸贋作家」 - Bakugan Gansaku-ka「クリスタルに恋して」 - Kurisutaru ni Koishite                                | 23 dicembre 2022  | -        |
| 22 | 「逆襲のワーグナー」 - Gyakushū no Wāgunā「最後のゲート」 - Saigo no Gēto                                         | 6 gennaio 2023    | -        |
| 23 | 「ショート爆丸アカデミー」 - Shōto Bakugan Akademī「師匠はマグナス」 - Shishō wa Magunasu                         | 20 gennaio 2023   | -        |
| 24 | 「ルームメイト・バトル」 - Rūmumeito Batoru「狙われたアカデミー」 - Nerawareta Akademī                            | 3 febbraio 2023   | -        |
| 25 | 「共に闘う仲間」 - Tomoni Tatakau Nakama「ワーグナーとの決戦」 - Wāgunā to no Kessen                              | 17 febbraio 2023  | -        |
| 26 | 「切り札の完成」 - Kirifuda no Kansei「ラースの野望」 - Rāsu no Yabō                                              | 3 marzo 2023      | -        |
| 27 | 「絶望の時」 - Zetsubō no Toki「ドラゴノイドジェネシス」 - Doragonoido Jeneshisu                                  | 17 marzo 2023     | -        |
| 28 | 「真のラース」 - Shin no rāsu                                                                                     | 17 marzo 2023     | -        |

#### Bakugan: Legends
| Nº | Giapponese 「Kanji」 - Rōmaji                                                                                  | In onda        | In onda  |
| Nº | Giapponese 「Kanji」 - Rōmaji                                                                                  | Giapponese     | Italiano |
| 1  | 「新たなる危機」 - Aratanaru kiki「ノヴァの力」 - Novua no chikara                                             | 31 marzo 2023  | -        |
| 2  | 「究極の爆丸、ハノージ！！」 - Kyūkyoku no Bakugan, hanōji!!「ノヴァコア」 - Novua Koa                         | 7 aprile 2023  | -        |
| 3  | 「ノヴァ技マスター大作戦！」 - Novua Waza Masutā dai sakusen!                                                  | 14 aprile 2023 | -        |
| 4  | 「ダンは大器晩成！？」 - Dan wa taiki bansei!?「俺たち爆丸カウボーイ！！」 - Oretachi Bakugan Kaubōi!!         | 21 aprile 2023 | -        |
| 5  | 「南の島での１回戦！！」 - Minami no shima de no ichi kaisen!!「時の川での対決」 - Toki no kawa de no taiketsu | 28 aprile 2023 | -        |
| 6  | 「地下牢の鉄仮面」 - Chikarō no tetsu kamen「ブラキスタンを救え！」 - Burakisutan o sukue!                     | 5 maggio 2023  | -        |
| 7  | 「スワームを捕まえろ！」 - Suwāmu o tsukamaero!「カブ―のハッタリTVショー」 - Kabū no hattari TV Shō            | 12 maggio 2023 | -        |
| 8  | 「地下牢の鉄仮面」 - Chikarō no tetsu kamen「ブラキスタンを救え！」 - Burakisutan o sukue!                     | 19 maggio 2023 | -        |
| 9  | 「ねじれた空間」 - Nejireta kūkan「エネルギーを取り戻せ！」 - Enerugī o torimodose!                            | 26 maggio 2023 | -        |
| 10 | 「復活のファウスト」 - Fukkatsu no Fausuto「犬と猫の宇宙大バトル！」 - Inu to neko no uchū dai Batoru!         | 2 giugno 2023  | -        |
| 11 | 「ハーヴィック参戦！」 - Hāvuikku sansen!「決戦！ダンVSマグナス」 - Kessen! Dan VS Magunasu                    | 9 giugno 2023  | -        |
| 12 | 「マグナスの狙い」 - Magunasu no nerai「ノヴァ爆クロス！ドラゴ×ニリアス」 - Novua Baku Kurosu! Dorago Niriasu  | 16 giugno 2023 | -        |
| 13 | 「アルティメットハノージ」 - Arutimetto hanōji「未来への爆丸ブロー」 - Mirai e no Bakugan Burō                 | 23 giugno 2023 | -        |

### Bakugan Battle Planet Compilation
Bakugan Battle Planet Compilation (爆丸バトルプラネット ショートアニメ?, Bakugan Batoru Puranetto Shōto Anime) è una webserie d'animazione che presenta gli stessi personaggi della serie regolare ma in situazioni decisamente più comiche. Viene pubblicata in Giappone ed in Nord America sui rispettivi canali ufficiali di YouTube mentre in Italia va in onda su Cartoon Network dall'11 maggio 2019 e viene pubblicata sul canale YouTube dal 17 marzo 2020, dove assume il titolo Oltre la battaglia.
Nell'edizione italiana degli episodi, a video non compare il titolo e questo viene riportato solamente delle guide TV. Inoltre, a partire dall'episodio 19, il titolo viene recitato da una voce in sottofondo.

#### Corti
| Nº | Titolo italiano Giapponese 「Kanji」 - Rōmaji | In onda           | In onda           |
| Nº | Titolo italiano Giapponese 「Kanji」 - Rōmaji | Giapponese        | Italiano          |
| 1  | Tin Pan Alley 「ドラゴ VS ニリアス」 - Dorago VS Niriasu | 18 aprile 2019    | 11 maggio 2019    |
| 2  | Guerra per il joystick 「コントローラーを手に入れろ！」 - Kontorōrā o te ni irero!                                                                          | 1º agosto 2019    | 12 maggio 2019    |
| 3  | Il team che avvera i sogni 「爆丸たちの楽しみ」 - Bakugan-tachi no tanoshimi                                                                                | 16 maggio 2019    | 18 maggio 2019    |
| 4  | Difendere il proprio nome 「一方的な勘違い」 - Ippō-tekina Kanchigai                                                                                        | 30 maggio 2019    | 19 maggio 2019    |
| 5  | Prendere 23 「爆丸たちの名演技」 - Bakugan-tachi no meiengi                                                                                                 | 6 giugno 2019     | 25 maggio 2019    |
| 6  | Attacco Snack 「ゴーシオンVSハウルカー ときどきトゥロックス」 - Gōshion VS Haurukā Tokidoki Tourokkusu                                                      | 1º agosto 2019    | 26 maggio 2019    |
| 7  | Crudeli Bakugan guerrieri 「チーム・ニリアス」 - Chīmu Niriasu                                                                                              | 15 agosto 2019    | 1º giugno 2019    |
| 8  | Tempo per la nanna per Bakugan 「ドラゴを邪魔するもの」 - Dorago o jama suru mono                                                                           | 15 agosto 2019    | 2 giugno 2019     |
| 9  | Freddo bruciante 「風邪ひきドラゴ」 - Kazehiki Dorago | 29 agosto 2019    | 9 giugno 2019     |
| 10 | Calze della palestra di Doom 「ドラゴのとっておき！！」 - Dorago no Totte oki!!                                                                             | 13 giugno 2019    | 15 giugno 2019    |
| 11 | Partita di calcio 「爆・サッカー」 - Baku sakkā | 29 agosto 2019    | 16 giugno 2019    |
| 12 | Tag Team Bakugan guerrieri 「爆・タッグマッチ」 - Baku・Taggumatchi                                                                                         | 20 giugno 2019    | 22 giugno 2019    |
| 13 | Rub-A-Dub 「ルピセオンが嫌いな事」 - Lupiseon ga kiraina koto                                                                                               | 27 giugno 2019    | 23 giugno 2019    |
| 14 | Resa dei conti nel parco giochi 「爆・障害物競走」 - Baku shōgaibutsukyōsō                                                                                  | 7 novembre 2019   | 29 giugno 2019    |
| 15 | Zen e l'arte del non combattere 「タートニアムの教え」 - Tātoniamu no oshie                                                                                 | 4 luglio 2019     | 30 giugno 2019    |
| 16 | Cavalcata selvaggia di Trox 「爆・空中散歩」 - Baku kūchū sanpo                                                                                             | 12 settembre 2019 | 6 luglio 2019     |
| 17 | Scherzare molto 「ゴーシオンの好きなもの」 - Gōshion no sukinamono                                                                                          | 12 settembre 2019 | 7 luglio 2019     |
| 18 | Guerrieri Skaters 「爆・スケボー競争」 - Baku Sukebō kyōsō                                                                                                  | 7 novembre 2019   | 13 luglio 2019    |
| 19 | Storia di battaglie 「寝る前の恒例行事」 - Neru mae no kōrei gyōji                                                                                          | 10 ottobre 2019   | 28 settembre 2019 |
| 20 | L'ora del dente 「トゥロックス、虫歯になる！」 - Tourokkusu, mushiba ni naru!                                                                               | 31 ottobre 2019   | 28 settembre 2019 |
| 21 | Luna piena 「MAXテンション・ルピセオン」 - Makkusu tenshon rupiseon                                                                                         | 11 luglio 2019    | 28 settembre 2019 |
| 22 | Sfida di parate 「爆・ドッチボール」 - Baku Dotchibōru | 18 luglio 2019    | 28 settembre 2019 |
| 23 | Sorpresa, sorpresa 「爆・サプライズ」 - Baku Sapuraizu | 19 settembre 2019 | 29 settembre 2019 |
| 24 | Scusati 「ゲ・ゲ・ゲップ!!」 - Ge Ge Geppu!! | 21 novembre 2019  | 29 settembre 2019 |
| 25 | Quartier generale infestato 「爆丸たちの怪談話」 - Bakugan-tachi no kaidan-banashi                                                                          | 21 novembre 2019  | 29 settembre 2019 |
| 26 | Missione di salvataggio 「爆・レスキュー隊」 - Baku Resukyū-tai                                                                                             | 25 luglio 2019    | 29 settembre 2019 |
| 27 | Giochi Bakugan all'aperto - Parte 1 「爆・運動会 球乗り競争 パート１」 - Baku undōkai tamanori kyōsō Pāto 1                                                 | 8 agosto 2019     | 7 ottobre 2020    |
| 28 | Giochi Bakugan all'aperto - Parte 2 「爆・運動会 球乗り競争 パート2」 - Baku undōkai tamanori kyōsō Pāto 2                                                  | 22 agosto 2019    | 8 ottobre 2020    |
| 29 | Giochi Bakugan all'aperto - Parte 3 「爆・運動会 球乗り競争 パート3」 - Baku undōkai tamanori kyōsō Pāto 3                                                  | 5 settembre 2019  | 13 ottobre 2020   |
| 30 | Giochi Bakugan all'aperto - Parte 4 「爆・運動会 スカイブロー 予選」 - Baku undōkai Sukai Burō yosen                                                        | 26 settembre 2019 | 14 ottobre 2020   |
| 31 | Giochi Bakugan all'aperto - Parte 5 「爆・運動会 スカイブロー 決勝戦」 - Baku undōkai sukaiburō kesshōsen                                                   | 3 ottobre 2019    | 15 ottobre 2020   |
| 32 | Giochi Bakugan all'aperto - Parte 6 「爆・運動会 スケボーブロー」 - Baku undōkai sukebō Burō                                                                | 15 novembre 2019  | 16 ottobre 2020   |
| 33 | Giochi Bakugan all'aperto - Parte 7 「爆・運動会 イス落としブロー」 - Baku undōkai isu otoshi Burō                                                          | 28 novembre 2019  | 20 ottobre 2020   |
| 34 | Giochi Bakugan all'aperto - Parte 8 「爆・運動会 爆投げブロー」 - Baku undōkai bakutō-ge Burō                                                               | 6 dicembre 2019   | 21 ottobre 2020   |
| 35 | La finale dei giochi Bakugan all'aperto - Parte 1 「爆・運動会 綱引きブロー パート1」 - Baku undōkai tsunahiki Burō Pāto 1                                  | 12 dicembre 2019  | 22 ottobre 2020   |
| 36 | La finale dei giochi Bakugan all'aperto - Parte 2 「爆・運動会 綱引きブロー パート2」 - Baku undōkai tsunahiki Burō Pāto 2                                  | 19 dicembre 2019  | 23 ottobre 2020   |
| 37 | Battaglia Bakucore 「爆コア取りゲーム」 - Baku koa-tori Gēmu                                                                                                | 26 dicembre 2019  | 26 ottobre 2020   |
| 38 | Un rimedio per il singhiozzo 「からかい好きのハウルカー」 - Karakai-suki no haurukā                                                                         | 2 gennaio 2020    | 27 ottobre 2020   |
| 39 | Bakugan acchiappino 「ハイドロスの特技」 - Haidorosu no tokugi                                                                                              | 10 gennaio 2020   | 28 ottobre 2020   |
| 40 | Miglior battaglia di sempre: Fade Ninja contro i Boxer 「シュン VS マルコ」 - Shun VS Maruko                                                                | 17 gennaio 2020   | 29 ottobre 2020   |
| 41 | Miglior battaglia di sempre: Cubbo contro Mantanoid 「リア VS エーイ」 - Ria VS Ēi                                                                          | 24 gennaio 2020   | 2 novembre 2020   |
| 42 | Miglior battaglia di sempre: Howlkor contro Artulean 「ハウルカー VS アーチュリーン」 - Haurukā VS Āchurīn                                                  | 31 gennaio 2020   | 3 novembre 2020   |
| 43 | Miglior battaglia di sempre: Trox contro Krakelios 「トゥロックス VS クラケリオス」 - Tourokkusu VS Kurakeriosu                                             | 7 febbraio 2020   | 4 novembre 2020   |
| 44 | Miglior battaglia di sempre: Lupitheon contro Pandox 「ルピセオン VS パンドクス」 - Rupiseon VS Pandokusu                                                   | 14 febbraio 2020  | 5 novembre 2020   |
| 45 | Miglior battaglia di sempre: Maxotaur contro Nillious 「マクスタウラー VS ニリアス」 - Makusutaurā VS Niriasu                                               | 21 febbraio 2020  | 9 novembre 2020   |
| 46 | Miglior battaglia di sempre: Gorthion contro Serpenteze 「ゴーシオン VS サーペンテーゼ」 - Gōshion VS Sāpentēze                                             | 28 febbraio 2020  | 10 novembre 2020  |
| 47 | Miglior battaglia di sempre: Drago contro Hyrdorous 「ドラゴ VS ハイドロス」 - Dorago VS Haidorosu                                                          | 3 gennaio 2020    | 11 novembre 2020  |
| 48 | Miglior battaglia di sempre: Kellion contro i Skorporos 「キリオン VS スコルプラス」 - Kirion VS Sukorupurasu                                               | 4 gennaio 2020    | 12 novembre 2020  |
| 49 | Drago Maximus contro Titan Nillious Nova e Titan Nillious Ombra 「ドラゴノイドマキシマスVSアルティマニリアス」 - Doragonoido Makishimasu VS Arutima Niriasu | 24 ottobre 2019   | 18 novembre 2020  |
| 50 | Le evoluzioni di Drago 「ドラゴ進化の物語」 - Dorago shinka no monogatari                                                                                   | 17 ottobre 2019   | 17 novembre 2020  |

#### Compilation
| Nº | Giapponese 「Kanji」 - Rōmaji                                       | In onda        | In onda |
| Nº | Giapponese 「Kanji」 - Rōmaji                                       | Giapponese     |         |
| 1  | 「爆丸密着24時！！」 - Bakugan mitchaku 24-ji! !                    | 1º luglio 2019 |         |
| 2  | 「爆丸密着24時・りたーんず！！」 - Bakugan Mitchaku 24-ji ritanzu!! | 7 ottobre 2019 |         |

## Home video

### Giappone
Gli episodi di Bakugan Battle Planet vengono pubblicati per il mercato home video nipponico in edizione DVD dal 24 gennaio 2020 divisi in box.
| N° | Data             | Dischi | Episodi | Fonte  |
| -- | ---------------- | ------ | ------- | ------ |
| 1  | 24 gennaio 2020  | 3      | 1-13    | [ 17 ] |
| 2  | 21 febbraio 2020 | 3      | 14-26   | [ 18 ] |
| 3  | 27 marzo 2020    | 3      | 27-37   | [ 19 ] |
| 4  | 22 maggio 2020   | 3      | 38-50   | [ 20 ] |